# Daniel Ferrand
Daniel Ferrand est un footballeur français, né le 6 juin 1933 à Troyes en France et mort le 3 juillet 2023 à Auxerre, qui évoluait au poste de gardien.

## Biographie
Daniel Ferrand dispute au cours de sa carrière 36 matchs en Division 1 et 48 matchs en Division 2.

## Palmarès
- Vice-champion de France en 1958 avec le Nîmes Olympique